# حمدان قرمط
حمدان قرمطی یا حمدان بن الاشعث، ملقب به (قرمط)، از برجسته‌ترین چهره‌های جنبش‌های سیاسی و مذهبی در تاریخ است. او در روستایی نزدیک کوفه به دنیا آمد. او تحت تأثیر حسین اهوازی (مبلغ آیین اسماعیلیه) به این مذهب گروید، او در حومه کوفه در در سالهای ۲۵۸ ه‍.ق به زهد و پرهیزگاری شناخته می‌شود.وی مدتی را در خوزستان گذرانده و در سال ٢٧٣ هجری قمری به کوفه رفت. وی بنیان‌گذار جنبش قرمطیان در کوفه، در سده سوم هجری بود. او مانند سایر فاطمیان آن زمان، منتظر بازگشت محمد بن اسماعیل فرزند جعفر صادق بود. وی به کمک عبدالله بن میمون در زمان مأمون عباسی در تأسیس دعوت اسماعیلیه نقش داشته‌است. با کمک گروهی که در کوفه جمع کرده بود، مدتی مردم را به خلیفه فاطمی، عبیدالله مهدی دعوت می‌کرد؛ ولی به دلیل انحراف خلیفه از عقائد فاطمی، از او فاصله گرفت و بیعت خویش را با حکومت مرکزی گسست.

## نام
لقب ابن اشعث قرمطی (غرمتی) است و تاریخ نگاران در مورد ریشه قرمطی و تفسیر آن نظرات مختلفی دارند، برخی از آنها گفتند که قرمط نام پدربزرگش بوده و برخی دیگر گفته‌اند که او را به دلیل کوتاه قد بودن، و کوتاهی پاهای او که به‌طور قابل توجهی کوتاه بود، و باعث می‌شد قدم‌های او کوتاه باشد قرمطی گفته‌اند، ولی بعضی گفتند که این یک کلمه غیر عربی است و به معنای حمایت مخفی یا باطنی است، برخی هم نام او را آرامی می‌دانند.

## مَنِش
وی دارای زهد، تقوا و ریاضت بود، و حصیری می‌بافت، از کار دست خود می‌خورد و اگر مردم به دیدار او می‌آمدند و برای او می‌نشستند، به آنها در مورد مسئله دین و زهد خود در این دنیا گفت، و به آنها می‌گفت که نماز واجب برای مردم پنج نماز در شبانه روز است و او شروع به دعا کردن به یک امام از اهل بیت، بنابراین به شیعیان اسماعیلی و بسیاری از مردم در اطراف او جمع شدند.

## جنبش
او جنبشی مسلحانه و خشونت‌آمیز خلافت عباسی و خواستار حل اختلاف طبقاتی بین مردم بود و به مردم قول می‌داد که شرایط خود را بهبود ببخشند. انقلاب ابن الاشعث را به دلیل شرایط روانی که او را رنج می‌داد نسبت دادند؛ زیرا او نسبت به رفتار جامعه عصبانی بود، از خود ترحم و کسالت نشان می‌داد، و از حکام  کینه داشت و از همه جوامع پیرامون خود که به آنها منتقل می‌شد و نسبت به هر موقعیتی نفرت داشت، ابراز نارضایتی می‌کرد.

## نفوذ
نفوذ قرمطیان در شرق عراق، به‌ویژه در کوفه، بصره، واسط و مناطقی از ایران، بحرین همچنین سرزمین‌هایی در حجاز مانند احساء و قطیف زیاد شد، پیروان او در آینده وارد نبردهای شدیدی با خاندان عباسی و خلافت فاطمی شدند.

## پیکارها
معروف‌ترین نبرد پیروان قرمط نبردی بود که آنها هنگام ورود به مکه با لشکریان وابسته به خلافت عباسی داشتند. در سال ۳۱۷ ه‍.ق حاجیان، بی‌مزاحمت و آزار قرمطی‌ها به مکه رسیدند. روز هشتم ذی حجه (روز ترویه) فرمانده قرمطیان ابوطاهر جنابی با ششصد سوار و نهصد پیاده به مکه حمله کرده و اموال حاجیان را غارت و در مسجدالحرام و حتی در خانهٔ کعبه کشتار کرده، قسمتی از اجساد را در چاه زمزم ریختند. درب کعبه و حجرالاسود را از جا کنده به هجر بردند. پوشش کعبه را قطعه قطعه کرده تقسیم نمودند و خانه‌های (ثروتمندان) مکه را غارت کردند. بنا به گفتهٔ آدام متز: فقرای مکه نیز در غارت شهر مقدس شرکت داشتند و تنها بادیه‌نشینان بیرون مکه در برابر یورشگران به مقاومت برخاستند. "